# Santa Maria d'Espirà de l'Aglí
Santa Maria d'Espirà de l'Aglí és l'església parroquial, antiga col·legiata canònica augustiniana, de la comuna rossellonesa d'Espirà de l'Aglí, a la Catalunya del Nord.
Està situada al nord-oest de la població, a la cantonada dels carrers del Pont i del Convent. És al costat meridional del convent i ara institució educativa privada de la Mare de Déu dels Àngels d'Espirà de l'Aglí.
L'església va ser declarada monument històric de França el 1886.

## Història

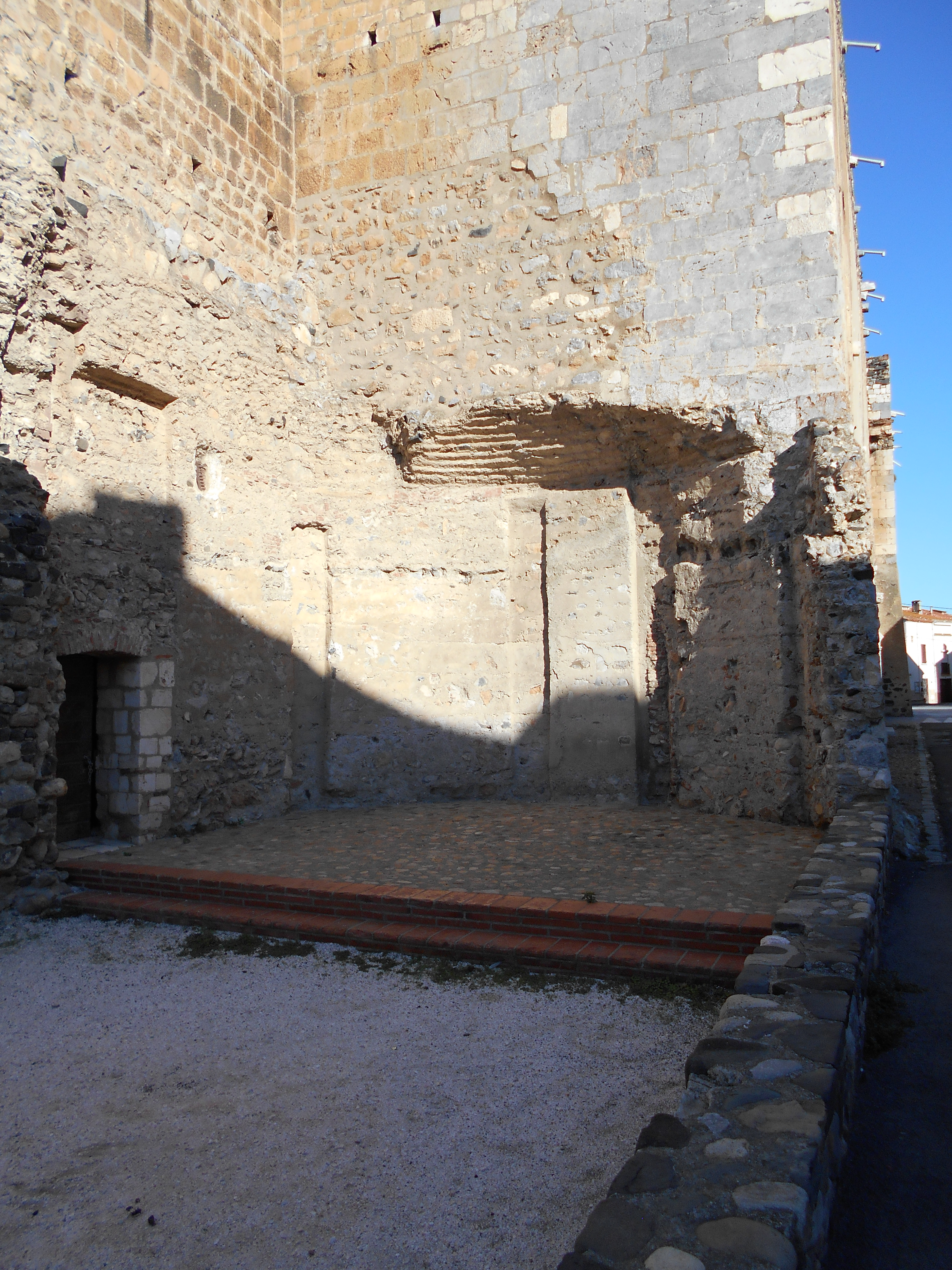
L'església antiga

Com a església de Santa Maria Aspirani és documentada per primer cop l'any 1074, i amb el d'Aspirano surt esmentada en un document de l'11 de gener del 1086, en la donació que Berenguer Isarn, senyor de Paretstortes  feu de l'església parroquial de Santa Maria i del seu territori al monestir de Sant Miquel de Cuixà. Curiosament, el 1098, la vídua i la família donaren novament la propietat d'aquesta església i els seus dominis, ara al monestir de Santa Maria d'Arles. El 9 de juny del 1130, Udalgar de Castellnou, bisbe d'Elna, consagrà una nova església parroquial, més gran que la precedent; pocs anys més tard s'hi establiria el priorat augustinià.

### El priorat de Santa Maria

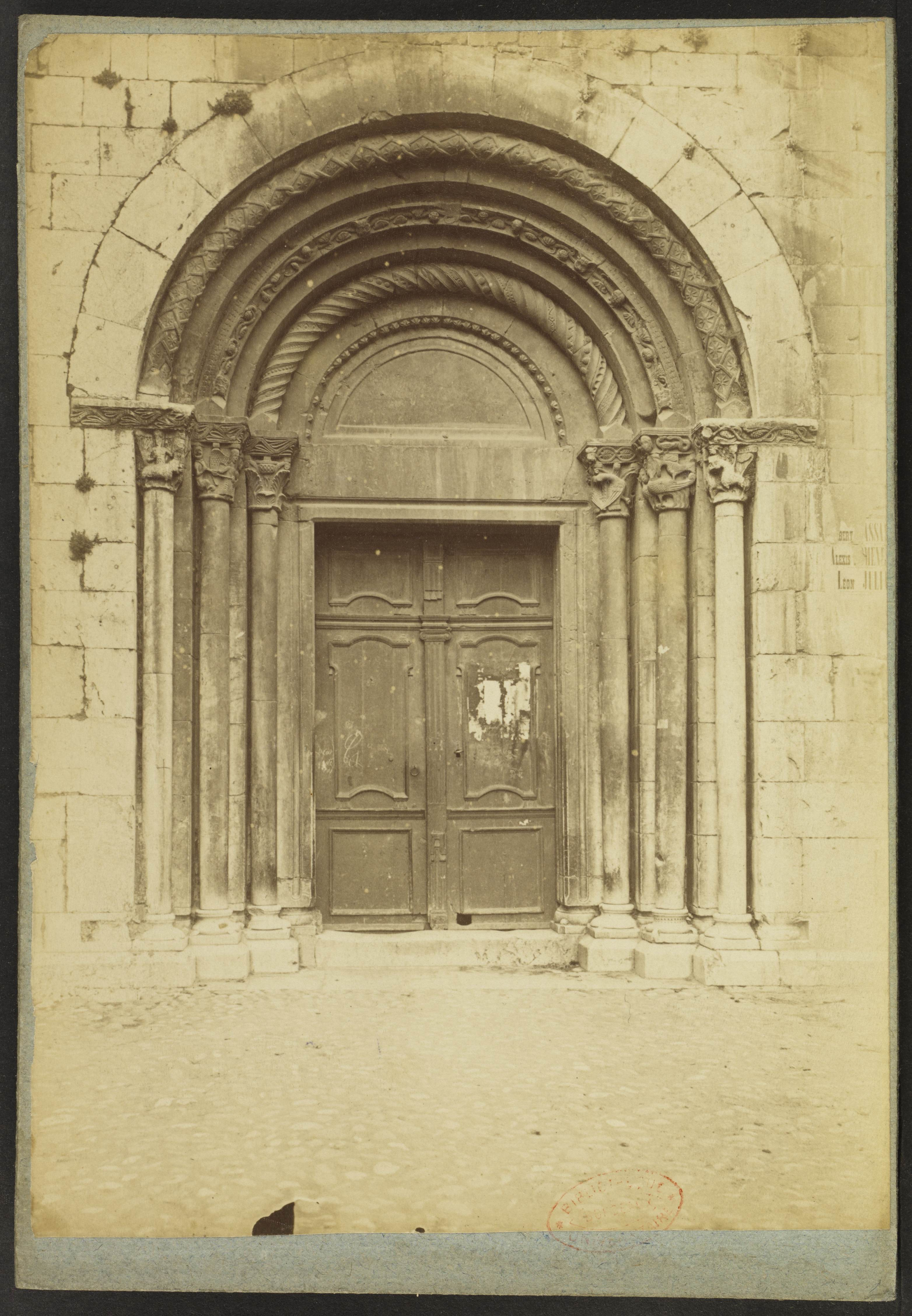
Fotografia dels primers anys del segle XX feta per l'historiador de l'art Jean-Auguste Brutails

El dia de Nadal del 1136, Santa Maria es constituí en un priorat agustinià sota la tutela del bisbat. El primer prior en fou Pere Arnau, fins aleshores canonge i sagristà de la catedral d'Elna, que ocupà el càrrec de l'any 1136 al 1154. Al cap de pocs anys (13 de març del 1169), ja constava, a més d'una comunitat masculina, una de femenina, cosa que es traduiria en diverses particularitats arquitectòniques de l'edifici. Entre el 1173 i el 1203, l'abat Gausbert, amb la contribució a partir del 1195 de l'exbisbe d'Urgell Bernat de Castelló, escometé la reconstrucció i ampliació de l'església, probablement amb l'ajut d'obrers llombards. El 23 d'octubre del 1178, Alfons I de Catalunya havia pres sota la seva protecció el puixant priorat.
La inseguretat del segle xiv, per les disputes amb França, feu que els canonges abandonessin Espirà per instal·lar-se a Perpinyà el 6 d'octubre del 1381, vinculant-se a Santa Maria de la Real. Jaume Borró, prior d'Espirà, va passar a ser abat de la canònica perpinyanesa. Sigui per la inseguretat o per altres raons, el lloc d'Espirà devia estar força inhabitat, perquè el 1389 s'oferí una carta de població prometent diversos beneficis als caps de famílies de territoris propers que volguessin establir-s'hi.
La secularització de la Real el 1592 causà la fi del priorat, que a partir del moment esdevingué una col·legiata regida per un abat; el 1691, fou unida al bisbat d'Elna. A mitjans del segle xix, el bisbe de Perpinyà vengué gran part de la col·legiata a un particular, a fi que aquest hi establís el 1852 un convent cistercenc femení dedicat a la Mare de Déu dels Àngels; havent esdevingut l'antiga església la parroquial del poble el 1791, calgué alçar-ne una de nova el 1883. El 1904, la comunitat cistercenca va ser dispersada: passà per Alella i l'abadia d'Herrera (Castella) per acabar establerta a Eschornhac, a la Dordonya. Poc després de la marxa de les monges, s'instal·la al lloc una comunitat de germans maristes que hi fundà una escola apostòlica que encara perdura.

## Arquitectura

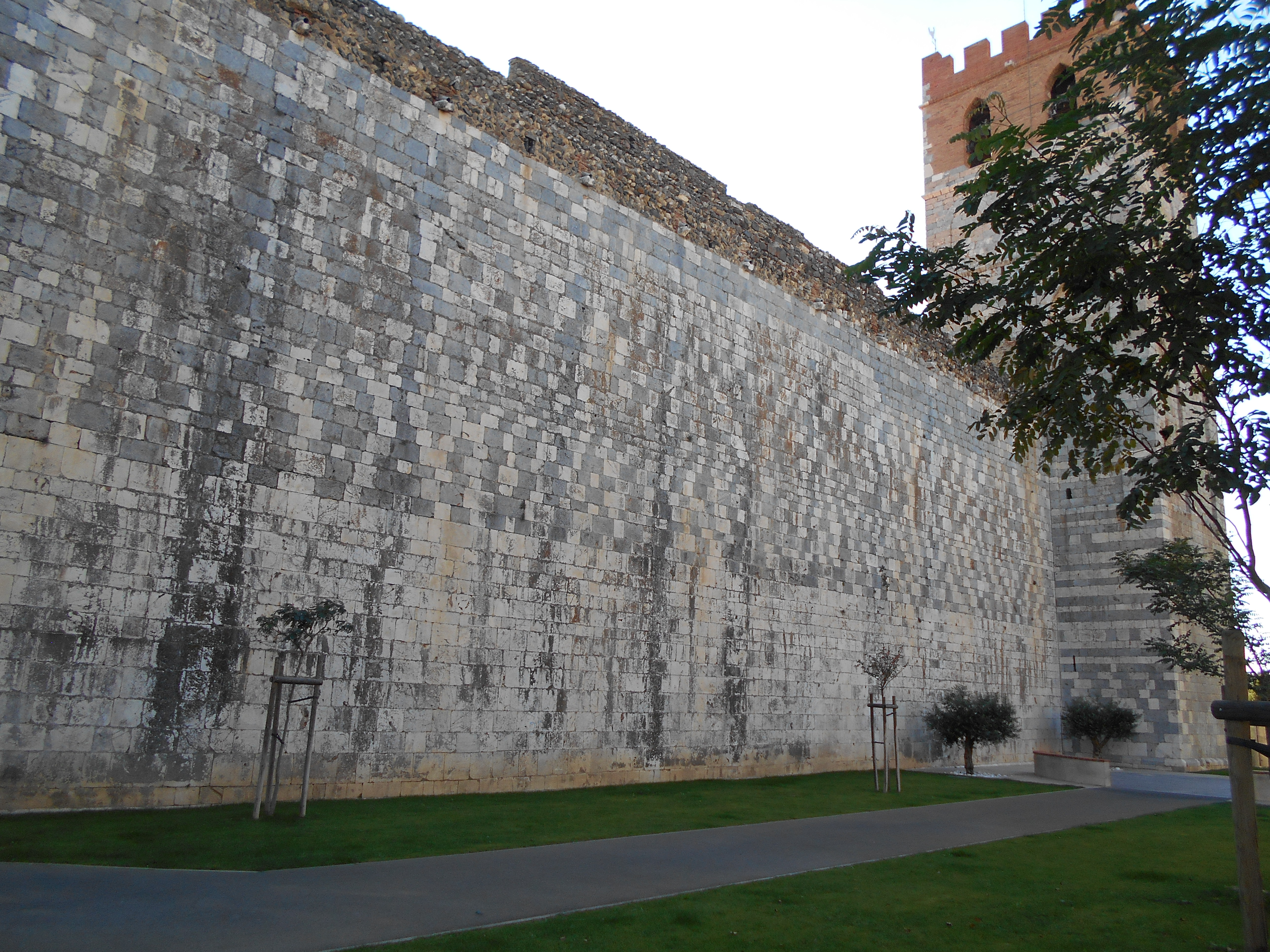
Façana nord de l'església, amb una disposició de carreus original

Del conjunt d'edificis original del priorat, només se'n conserva l'església i el campanar, per bé que és possible que algunes de les construccions annexes dels monjos romanguin integrades en les cases modernes properes. L'església actual és posterior a la del 1130; hom la considera de finals del segle xii o de començaments del xiii. És de nau única i il·luminada per finestres decorades amb capitells (segle xii). Té dues absidioles bessones semicirculars inscrites en una capçalera exteriorment plana. A la façana sud, hi destaca el bell portal, romànic tardà, amb tres arquivoltes en degradació sobre tres parells de columnes amb capitells decorats amb fulles d'acant, monstres i motius religiosos.
L'edifici va ser fortificat remuntant-ne les parets exteriors i fent-hi un camí de ronda, accessible des del campanar. A la façana de ponent, es pot observar una concavitat que possiblement fos l'absis de l'església primitiva; quan es va fer la nova, la vella hauria restat sencera al costat de la nova i s'hauria emprat per a fer-hi actes menors.
De base quadrada i enganxat a l'església pel nord-oest, el campanar és fet -com la resta de l'església- de blocs de pedra calcària grisa i blanca, tret del darrer pis. A la planta baixa, té dues finestres estretes en forma d'escletxa per dessota d'un arc de mig punt, que miren a l'est i al nord. Al primer pis, altíssim, cada cara del campanar està decorada amb dos alts arcs cecs; i al segon, amb arcs triples també cecs. El tercer pis, on són les vuit campanes, i el remat emmerletat de la torre, són de factura moderna i fets amb maons. El claustre, arrambat al mur sud, sembla que fou destruït el 1406; se'n salvà una arcada, que va ser desmuntada i venuda i es conserva al Toledo Museum of Art de Toledo (Ohio).

### Mobiliari
El mobiliari interior està protegit administrativament gairebé en la seva totalitat. Les peces més rellevants són possiblement els retaules: el de la Mare de Déu (encarregat al mestre Bartolomé González  el 31 de gener del 1616), el de sant Antoni (del 1636), el de sant Galderic (1649), el de sant Josep (1664) i el de l'altar major (del segle xviii, procedent del convent dels Grans Agustins de Perpinyà, cedit a la comuna pel Directori el 6 de novembre del 1791). Altres peces que s'hi conserven són la làpida funerària del prior Arnau Canyot, mort el 1302 (1315); diverses escultures de fusta amb dues de dedicades a sant Joan i a la Mare de Déu del segle xv, i la Gran Creu dels Improperis (de 3,60 metres d'alt, datada del desembre del 1742). El tresor acull un gran nombre de reliquiaris.